# Herminio Disini
Herminio Disini (Manilla, 25 april 1936) is een voormalig Filipijns zakenman. 

## Biografie
Herminio Disini werd op 25 april 1936 geboren in de Filipijnse hoofdstad Manilla en heeft een Filipijns-Italiaanse achtergrond. Nadat hij op jonge wees was geworden werd Disini grootgebracht door een tante. Hij voltooide een opleiding accountancy en financiën en was op 22-jarige leeftijd account van twee grote Filipijnse bedrijven. Nadien vertrok Disini naar de Verenigde Staten, waar hij voor diverse bedrijven werkte. Ook behaalde hij er in 1962 een master-opleiding accountancy en financiën aan de University of Santa Clara in Californië. 
In 1962 keerde hij kort terug in de Filipijnen om een jaar later te gaan werken bij F.E. Zuellig Inc. in Zwitserland. Hij werd er na verloop van tijd aangesteld als vicepresident en algemeen manager van Mercator, een van de dochterbedrijven van de holding. Daarnaast was Disini controller van de zeven andere bedrijven in de groep. In 1970 begon Disini zijn eigen bedrijf onder de naam Herdis Inc.. In enkele jaren groeide dit uit tot een imperium van meer dan dertig bedrijven. In In 1973 werd de naam van het moederbedrijf veranderd in Herdis en Management Inc. en in 1979 heette de holding Herdis Group Inc. De activiteiten van de bedrijven in de groep varieerden van olie exploratie, mijnbouw, textiel tot het uitvoeren van chartervluchten. Op een bepaald moment had Disini 12.000 mensen in dienst.
Begin jaren 80 stortte zijn zaken imperium in en werden zijn bedrijven door de overheid overgenomen. Hij emigreerde vervolgens naar Oostenrijk. In 2001 keerde hij weer terug in de Filipijnen.  

## Corruptieschandaal
Disini was getrouwd met Inday Escolin, een nicht van Imelda Marcos en was vaste golfpartner van president Ferdinand Marcos. In 1974 bracht hij Marcos in contact met Westinghouse Electric Company. Dit Amerikaans elektromaatschappij kreeg uiteindelijk de bouw van de eerste Filipijnse kerncentrale in Bataan gegund, ondanks een goedkoper alternatief. Disini zou hiervoor van Westinghouse miljoenen dollars smeergeld hebben ontvangen. De bouw van de kerncentrale kostte de Filipijnen uiteindelijk ruim $2 miljard en was pas in 2005 volledig afbetaald. De centrale werd echter vanwege te grote veiligheidsrisico's nooit in gebruik gesteld.

## Bron
- D. H. Soriano, Isidro L. Retizos, The Philippines Who's who, 2nd ed. Who's Who Publishers, Manilla (1981)